# Camaridium vestitum
Camaridium vestitum là một loài thực vật có hoa trong họ Lan. Loài này được (Sw.) Lindl. mô tả khoa học đầu tiên năm 1858.

## Hình ảnh

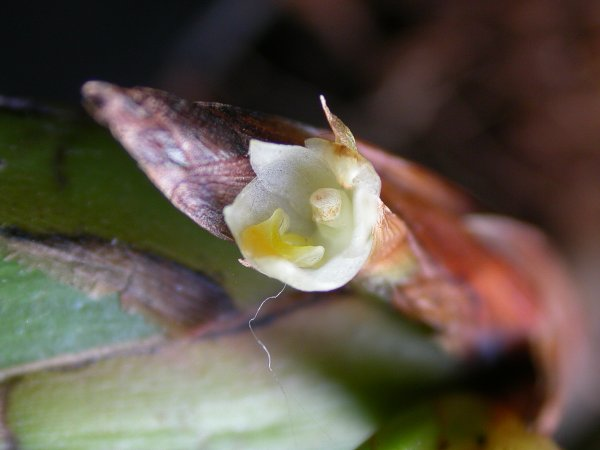
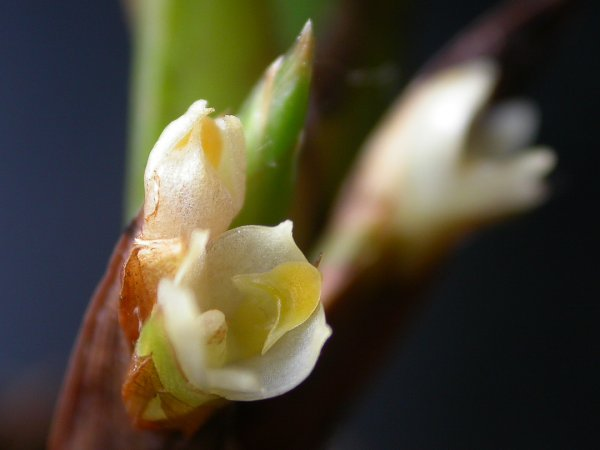
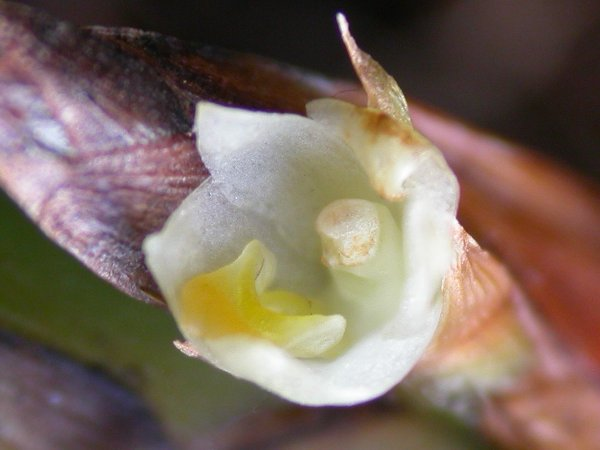
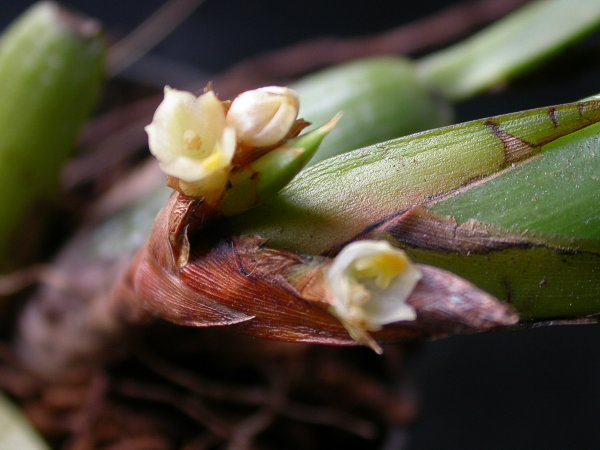